# Eucera lycii
Eucera lycii là một loài Hymenoptera trong họ Apidae. Loài này được Cockerell mô tả khoa học năm 1897.